# Abbeville-Saint-Lucien
 Abbeville-Saint-Lucien  es una población y comuna francesa, en la Región de Alta Francia, departamento de Oise, en el distrito de Clermont y cantón de Saint-Just-en-Chaussée.

## Demografía
| Gráfica de evolución demográfica de Abbeville-Saint-Lucien entre 2004 y 2019 |
|                                                                              |

Fuentes: INSEE.

## Políticos
Elecciones Presidential Segunda Vuelta:
| Elección | Elección | Candidato Ganador | Partido | %     |
| -------- | -------- | ----------------- | ------- | ----- |
|          | 2022     | Marine Le Pen     | RN      | 57,73 |
|          | 2017     | Marine Le Pen     | FN      | 52,73 |
|          | 2012     | Nicolas Sarkozy   | UMP     | 58,63 |
|          | 2007     | Nicolas Sarkozy   | UMP     | 66,36 |
|          | 2002     | Jacques Chirac    | RPR     | 73,33 |